# Engaños navales del día D

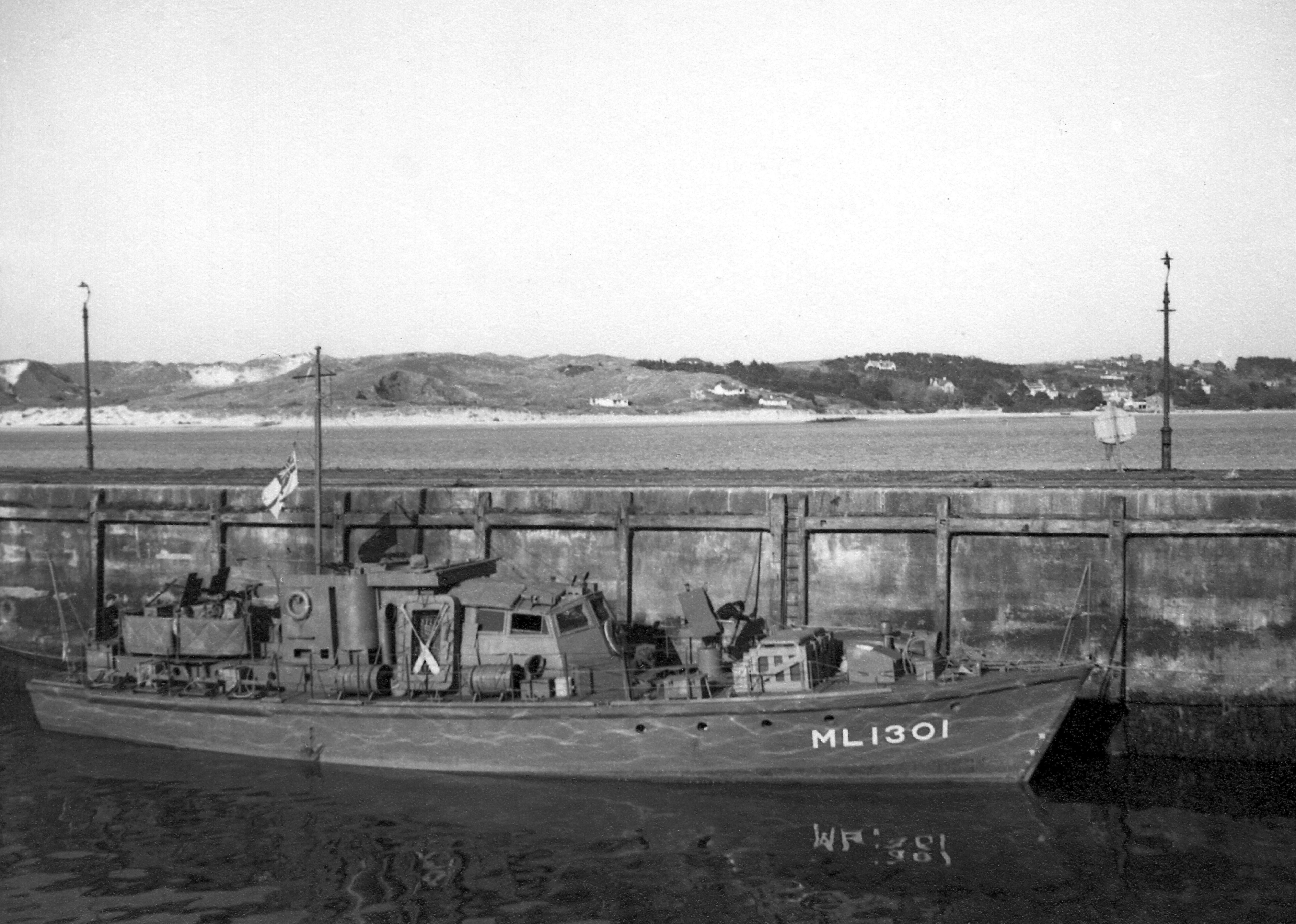
(...)

Los engaños navales del día D son una serie de operaciones desarrolladas por los aliados en apoyo de la Operación Neptuno, esto es, los desembarcos de Normandía del 6 de junio de 1944. Son las Operaciones Taxable ("Gravable"), Glimmer ("Vislumbre") y Big Drum ("Bombo"). Eran la parte naval de una estrategia táctica más amplia asociada con los desembarcos (complementando un componente aerotransportado, la Operación Titanic -"Titánico") bajo un engaño más amplio y estratégico, la Operación Bodyguard ("Guardaespaldas").
Las operaciones consistieron en pequeñas embarcaciones y aeronaves del Mando de bombardeo de la RAF simulando una flota de invasión (usando relleno, interferencias de radar, señuelos y tráfico inalámbrico) acercándose a Cap d'Antifer, Paso de Calais y Normandía. "Vislumbre" y "Gravable" jugaban con la creencia alemana, construida por la Operación "Guardaespaldas" a lo largo de los meses precedentes, de que la principal fuerza de invasión aliada desembarcaría en la región de Calais. "Bombo" estaba ubicada en el flanco occidental de la verdadera fuerza de invasión para intentar confundir a las fuerzas alemanas sobre el tamaño de los desembarcos.

## Antecedentes
"Vislumbre", "Gravable" y "Bombo" fueron desarrollados como parte de la Operación Guardaespaldas, un amplio engaño militar estratégico que pretendía confundir al alto mando del Eje respecto a las intenciones de los aliados durante los preparativos de los desembarcos de Normandía. La London Controlling Section había pasado algún tiempo convenciendo al alto mando alemán de que el I Grupo de Ejército estadounidense (FUSAG) representaba el grueso de la fuerza de invasión aliada. FUSAG, sin embargo, era pura ficción – su existencia se inventó a través de la Operación Fortitude Sur.
La "historia" aliada para FUSAG era que el grupo de ejército, basada en el sureste de Inglaterra, invadiría la región del Paso de Calais, probablemente varias semanas después de un pequeño desembarco de distracción en Normandía. Conforme se aproximaba el día D, la London Controlling Section siguió planeando engaños tácticos para ayudar a encubrir el progreso de las auténticas fuerzas de invasión. Así como operaciones navales, la LCS también planeó operaciones que implicaban engaños de paracaidistas y terrestres. Estos últimos entrarían en acción una vez que se hicieran los desembarcos, pero la primera (implicando unidades navales, aéres y de fuerzas especiales) se usaron para cubrir el acercamiento de la verdadera flota de invasión.
Para preparar los inmediatos desembarcos, los científicos aliados habían elaborado una serie de técnicas para obscurecer el tamaño y la disposición de una fuerza de invasión. Por ejemplo, interferencias de radar usando conjuntos in-alámbricos y Window (chaff). El mando aliado decidió que esto sería demasiado ruidoso, alertando a los alemanes sobre la aproximación de una flota. En lugar de ello, se decidió combinar estas técnicas con pequeños grupos de embarcaciones para simular toda una invasión dirigida hacia la región de Calais – Operaciones Gravable y Vislumbre. El chaff y otras contra medidas ocultarían el pequeño tamaño de la fuerza naval, y el tráfico in-alámbrico confundiría a los alemanes que esperarían una gran flota de invasión.
También se decidió que otra fuerza de engaño usaría contra medidas de radar en el flanco occidental de la verdadera flota de invasión. Se pretendía que la operación Bombo confundiera sobre la verdadera extensión de los desembarcos en Normandía.

## Vislumbre y Gravable
Vislumbre y Gravable fueron unas operaciones muy parecidas. Se ejecutaron en las primeras horas del 6 de junio de 1944, mientras la verdadera tropa de invasión se acercaba a Normandía. Gravable simuló una fuerza de invasión acercándose a Cap d'Antifer mientras que Vislumbre amenazaba el Paso de Calais. Al soltar WINDOW (chaff) en pautas progresivas, los bombardeos de la RAF fueron capaces de crear la ilusión de que había una gran flota en las pantallas de radar costeras. Por debajo del chaff pequeños botes remolcando radares en globos simulando el tráfico de radio que cabría esperar de una gran fuerza. Las operaciones requirieron un vuelo preciso, en circuitos alargados, con aeronaves de reemplazo que tenían que combinarse perfectamente para evitar reveladoras lagunas.
Gravable, la mayor de las dos, fue llevada a cabo por dieciocho barcos, una mezcla de Harbour Defence Motor Launches (HDML) y Search and Rescue Pinnaces, llamados Fuerza Especial A. Se dejaba caer chaff y los bombarderos Lancaster del famoso Escuadrón 617 "Dam Busters", quienes empezaron a entrenarse para la operación ya el 7 de mayo.
La Fuerza Especial A luchó con mala mar, afectando a su equipamiento y la capacidad para converger en un punto de encuentro. Sin embargo, para las 00:37, según lo programado, los barcos destacados habían alcanzado el punto de reunión y se dirigieron a la costa francesa. Entre las 02:00 y 04:00 los buques operaron equipamiento de radio y radar mientras se dirigían a un punto que quedaba a unos diez kilómetros frente a la costa. Desde allí la fuerza simuló un intento de desembarco, navegando rápidamente hasta tres kilómetros de la playa, antes de volver a la marca de diez kilómetros bajo una cubierta de humo. Se observó en ese momento sólo una pequeña respuesta alemana – reflectores y descargas intermitentes. Poco después de las cinco de la mañana acabó la operación, y la fuerza se encaminó a Newhaven, llegando a mediodía.
Las operaciones aéreas para Vislumbre fueron llevadas a cabo por el Escuadrón n.º 218 "Gold Coast", volando en bombarderos Short Stirling. El escuadrón era mucho más pequeño que el n.º 617 de manera que no estaba disponible ayuda aérea, en lugar de ello cada bombardeo llevaba una segunda tripulación que se turnaba a la hora de volar. El contingente naval, la Fuerza Especial B, estaba formado por 12 HDMLs, de nuevo equipados con material para interferencias, radios y globos. Empezaron operaciones de interferencia poco después de la una de la mañana seguido por una conversación de radio alrededor de una hora más tarde.

## Bombo
La operación Bombo (Big Drum) fue parecida a los otros engaños navales del día D, sin embargo, no tuvo apoyo de bombarderos que lanzasen chaff. En lugar de ello la Fuerza C estaba formada por cuatro HDMLs cuyo trabajo era operar como una distracción en el flanco occidental de la invasión. Unidos al convoy "U" (la porción más occidental de la flota). El plan originalmente exigía que la fuerza operara equipamiento de interferencias de radar al acercarse a la costa francesa, quedándose a unos tres kilómetros frente a la costa hasta la primera luz. Sin embargo, los alemanes no respondieron cuando las embarcaciones se acercaron más, hasta unos dos kilómetros de la costa.

## Impacto
Hasta qué punto tuvieron éxito Gravable y Vislumbre es algo objeto de debate. Las condiciones de mal tiempo hicieron que Gravable fuese bastante poco efectivo, se observó una respuesta muy escasa del enemigo durante la operación. La reacción a Vislumbre animó más a los aliados. Los ataques a los escuadrones de bombarderos indicaron que los alemanes creyeron de verdad que existía una auténtica amenaza. Sin embargo, ambos planes fueron complicados de ejecutar – exigía la coordinación de fuerzas navales y aéreas en malas condiciones - lo que les hacía menos efectivos de lo que podrían haber sido.
Se interceptaron mensajes de inteligencia alemana de los que se dedujo que las fuerzas alemanas en el Paso de Calais hablaban de una flota de invasión, y hay informes de disparos a los señuelos por parte de las baterías costeras. En un informe del 11 de junio sobre las operaciones, el teniendo comandante Ian Cox (que estaba a cargo de las unidades de engaño) indicó que las fuerzas alemanas estaban convencidas del falso tráfico de radio.